# Бой у Блок-Айленд
Бой у Блок-Айленд (англ. Battle of Block Island) — ночной бой между эскадрой Континентального флота, возвращавшейся из первого похода, и посыльным кораблем HMS Glasgow, произошедший в ходе Американской войны за независимость. Несмотря на подавляющее превосходство в силах, Континентальная эскадра упустила Glasgow.

## Предыстория
В 1776 году американская эскадра из пяти кораблей, во главе с коммодором Хопкинсом (англ. Esek Hopkins) на Alfred, сделала набег на поселение Провиденс на Багамах. Колонисты пленили и увезли губернатора, часть артиллерии и морских припасов. На обратном пути, уже в районе Лонг-Айленд, Хопкинс взял дополнительно (после Провиденс) груженую припасами 6-пушечную шхуну HMS Hawk (лейтенант Уоллес, англ. Wallace) и бомбардирский корабль Bolton (8 пушек и 2 гаубицы), вооруженный бригом. Все это он проделал, не потеряв ни единого человека. В надежде на новые призы, он продолжал крейсировать в том же районе.

## Ход боя
Для поиска Хопкинс построил эскадру в две колонны. Правая (восточная) состояла из Cabot и Alfred (флагман). В левой были Andrew Doria и Columbus. Замыкающей шла шхуна Providence. Ещё дальше, Fly и Wasp охраняли призы.
6 апреля, примерно в 8 лигах от Блок-Айленд, они обнаружили и атаковали HMS Glasgow, капитан Тайрингем Хау (англ. Tyringham Howe). Glasgow, 20-пушечный корабль 6 ранга, в сопровождении тендера возвращался с депешами в Чарльстон. Была ясная ночь, полнолуние.
Между 1 и 2 часами пополуночи континентальная эскадра начала новое колено на зюйд. Вскоре Andrew Doria (капитан Биддл, англ. Nicholas Biddle) и Glasgow обнаружили друг друга. Glasgow шел пересекающимся курсом на вест. Капитан Хау повернул оверштаг и через полчаса сблизился на дистанцию голоса для опознания. Коммодор Хопкинс не делал никаких сигналов, и порядок его эскадры остался прежним. В результате бой происходил, по выражению Биддла, «как попало».
Glasgow вначале сблизился с бригом Cabot, которым командовал сын Хопкинса Джон. На оклик «что за корабль» он ответил: «Columbus и Alfred, 22-пушечный фрегат». После этого один его матрос без команды бросил на палубу Glasgow гранату, и бой начался. Легко вооруженный 6-фунтовыми пушками Cabot дал залп без заметного эффекта. Glasgow ответил двумя залпами, убив мастера, ранив Джона Хопкинса и повредив руль Cabot. Тот дрейфовал в сторону, но уже подошел Alfred. В течение 3 часов два корабля обменивались залпами. В самом начале удачный выстрел Glasgow перебил штуртросы Alfred, тот временно потерял управление и подставился под продольный огонь. Andrew Doria, пытавшийся избежать столкновения с двумя дрейфующими товарищами, немедленно вступить в бой не мог. В конце концов он сумел занять позицию слева по корме от Glasgow.
Providence держался с наветра и вел обстрел на расстоянии. Под конец в ближний бой вступил Columbus, но его огонь был так беспорядочен, что урона почти не нанес. Fly и Wasp в бою не участвовали.
Бой продолжался до рассвета, после чего капитан Хау, не видя поддержки из близлежащего Ньюпорта, благоразумно повернул туда сам, а Хопкинс отозвал преследование. Его утешительным призом стал тендер, который он и привел в Нью-Лондон. Glasgow, имея много повреждений рангоута и такелажа, одного убитого и троих раненых, уже выбросив за борт донесения, пошел к Род-Айленд.

## Последствия
Glasgow, который оказал упорное сопротивление, заставил превосходящего противника отойти. Как убедились американцы, построить хорошие корабли оказывается легче, чем создать эффективный флот.
Самые тяжелые потери у них понес Cabot: 4 убитых, включая мастера и лейтенанта морской пехоты и 7 раненых, включая капитана. На Alfred было 6 убитых и 6 раненых, на Andrew Doria — 1 раненый.
Все потери британцев (1 убитый, 3 раненых) были от мушкетного огня, что говорит о слабой артиллерийской подготовке Континентального флота.
Хотя президент Конгресса Хэнкок хвалил новорождённый флот, неспособность взять главный приз вызвала немало критики, как в Конгрессе, так и в обществе. Капитан Биддл писал, что «никогда ещё не бывало столь бездумных, плохо проведенных боёв». Капитан Columbus Абрахам Уипл (англ. Abraham Whipple) был вынужден бороться со слухами и обвинениями в трусости. В конце концов он потребовал военно-полевого суда, чтобы очистить своё имя. Капитану Providence Джону Хазарду (англ. John Hazard) повезло меньше: военно-полевой суд нашёл его виновным в невыполнении долга, и он лишился офицерского звания.